# Magic: The Gathering – Duels of the Planeswalkers
Magic: The Gathering – Duels of the Planeswalkers ist ein digitales Sammelkartenspiel, das von Stainless Games entwickelt und am 17. Juni 2009 von Wizards of the Coast für Xbox 360 veröffentlicht wurde. Es folgten Umsetzungen für PlayStation 3 und Microsoft Windows.
Grundlage ist das Sammelkartenspiel Magic: The Gathering. In dessen digitaler Umsetzung übernimmt der Spieler die Rolle eines Planeswalkers, der magische Karten benutzt, um Zauber zu wirken, Kreaturen zu beschwören und Strategien zu entwickeln, um seinen Gegenspieler zu besiegen. In einer Einzelspielerkampagne tritt der Spieler gegen computergesteuerte Gegner an, während im Mehrspielermodus Spieler aus aller Welt gegeneinander antreten können. Duels of the Planeswalkers enthält verschiedene Kartendecks mit unterschiedlichen Spielstilen und Strategien, die den Spieler verschiedene Taktiken ausprobieren lassen.
Magic: The Gathering – Duels of the Planeswalkers wurde von Stainless Games mit Sitz in Großbritannien entwickelt. Das Spiel soll Magic: The Gathering einem breiteren Publikum zugänglich zu machen und das Spielen über digitale Plattformen zu ermöglichen. Nach Veröffentlichung wurden neue Inhalte ergänzt, darunter neue Decks, Karten und Spielmodi.

## Rezeption
Magic: The Gathering – Duels of the Planeswalkers erhielt laut Metacritic „allgemein positive“ Bewertungen von Spielezeitschriften. Der Wertungsaggregator errechnete aus 27 Urteilen eine Gesamtwertung von 75 von 100 Punkten für die Xbox-360-Version und etwas schwächere 69 Punkte auf Basis von neun Rezensionen für die PC-Version. Das Spiel wurde als zugängliche und unterhaltsame Umsetzung von Magic: The Gathering gelobt, die auch und insbesondere Neulingen einen einfachen Einstieg ermögliche. Der Mehrspielermodus sei dabei besonders reizvoll.

## Nachfolger
Duels of the Planeswalkers wurde von mehreren Nachfolgern abgelöst, darunter Duels of the Planeswalkers 2012 und Duels of the Planeswalkers 2013.